# Léon de Bruyn
Pour les articles homonymes, voir De Bruyn.
Léon de Bruyn, né en 1838 à Termonde (Belgique) et mort en 1908 à Erembodegem (Belgique), est un homme politique belge.
Bourgmestre de la ville de Termonde et ministre de l’Agriculture et des Travaux publics entre 1872 et 1888, il fut également ministre de l’Industrie et des Beaux-Arts entre 1888 et 1899. Durant son mandat de ministre des Travaux publics, Léon de Bruyn fut l'un des principaux initiateurs de la construction du port de Zeebrugge.

## Biographie

### Famille
Léon de Bruyn est le fils de Jean Ezéchiel (1809-1889) et de Françoise Philippine Lutens (1808–1885).
En 1868, Léon de Bruyn épousa la fille du chevalier Louis Schellekens et Marie Jelie.
Jean Ezéchiel fonda une usine de fabrication d’huile à Termonde en 1836, qui devint une sorte de multinationale mondiale.
Léon et son  frère Edmond (Termonde 1840-1903) créèrent les Usines J.E. De Bruyn à Termonde.
Plus tard en 1893, ils fondèrent à Baesrode l’Usine Saint-Antoine, une nouvelle entreprise spécialisée dans la production de graisse solide, destinée à la fabrication de la stéarine (margarine) une conversion qui fut à la base de l’expansion florissante de la société De Bruyn Ltd (Londres), plus tard une importante division de Unilever.
Au décès de son beau-père Louis Schellekens, il s’installa dans le château de Ronsevaal à Erembodegem où il mourut le 17 octobre 1908.

### Activités sociales et politiques
Léon de Bruyn, fut à partir de 1862, membre de la Chambre syndicale de commerce et président de la Société nationale des chemins de fer vicinaux (1884-1888).
À partir de 1872, il s’engagea en tant que catholique dans la politique locale et plus tard nationale.
Lors des élections de 1872, les catholiques remportèrent la majorité et il fut choisi comme bourgmestre de Termonde (1872 – 1888). Plus tard il fut membre du Conseil provincial (1874-1879) et députés au parlement (1879-1907).
Comme député, il fut à l’origine des lois sur le travail des femmes et des enfants (1889), et de l’enseignement primaire. Il fit aussi des propositions de lois pour l’élargissement du droit de vote et l’introduction du repos dominical.
Lors des élections de 1894, il obtint 23 820 voix de préférence.
Après sa nomination comme ministre de l’Agriculture, des Travaux Publics, de l’Industrie et des Beaux-Arts (1888 – 1899), il abandonna sa charge de bourgmestre.
À la fin de sa vie, il siégea au Sénat (1907-).
Comme ministre, il fut étroitement associé aux grands travaux entrepris sous le règne de Léopold II, entre autres l’édification du port de mer de Zeebruges et la construction de l’avenue de Tervueren.
À Termonde, il fut à la base de la construction des écluses (1878) pour protéger la ville des inondations annuelles.
Comme ministre, il stimula la construction d’un nouveau pont sur l’Escaut et édifia un impressionnant quai le long de l’Escaut, appelé plus tard le quai De Bruyn.
En remerciement pour son action, les industriels de Termonde lui offrirent en 1901 un buste en bronze exécuté par P. J. Braecke (actuellement dans l’hôtel de ville de Termonde).
Plus tard, il fut à l’origine du futur ministère de l’Industrie et du Travail.
Il considérait la loi sur les mutualités comme une importante pierre angulaire pour la paix sociale. Il stimula auprès des industriels la création de caisses de pension pour les ouvriers.
Comme ministre de l’Agriculture, il fut confronté à une période de crise, car les méthodes des agriculteurs étaient devenues obsolètes.
Sous son mandat furent promulguées les premières réglementations pour la production et l’utilisation des engrais. Il prit aussi des mesures pour favoriser les reboisements et stimula l’enseignement de l’agriculture. Il réorganisa la réforme vétérinaire et les laiteries. Il refréna la fraude  sur le marché de denrées alimentaires et des engrais non conformes.
Léon de Bruyn fut nommé grand officier de l’ordre de Léopold, reçut la Légion d'honneur (France). Il reçut plus tard la Croix  civile de 1re classe et la médaille commémorative du règne de Léopold II.
Il présida la Société textile franco-belge Szczepanik, active de 1901 à 1904, dont l'atelier établi à Roubaix produisait des patrons de tapisserie suivant la méthode mise au point par l'inventeur polonais Jan Szczepanik.